# Колледж Святой Екатерины (Кембридж)
Колледж Святой Екатерины (англ. St Catharine's College) — один из 31 колледжей Кембриджского университета в Великобритании. Основан в 1473 году. С 1860 года носит современное название.

## История
Роберт Вудларк, Магистр Королевского колледжа, начал подготовку к основанию нового колледжа еще в 1459 году, когда он купил многоквартирные дома, на основе которых можно было построить новый колледж. Подготовка стоила ему немалых денег (его подозревали в растрате средств Королевского колледжа), и он был вынужден сократить фонд нового колледжа до трех членов. В новом колледже должны были изучать только теологию и философию. Колледж был основан под названием «леди Кэтрин Холл» в 1473 году. Колледж получил свою королевскую хартию о регистрации в 1475 году от короля Эдуарда IV.
В период с 1675 по 1757 год территория колледжа была перестроена в большой трехгранный двор.
В 1860 году колледж получил новый устав и был переименован в свое нынешнее название.
В 1979 году количество членов колледжа значительно увеличилось, в связи с тем, что колледж стал принимать на обучение и женщин.

## Известные выпускники
- Абдул Рахман — первый премьер-министр независимой Малайской Федерации, c 1963 года — Малайзии
- Ахмед, Фахруддин Али — индийский государственный деятель, 5-й президент Индии (1974—1977)
- Кримп, Мартин — английский драматург
- Лаури, Малькольм — англоканадский писатель
- Маккеллен, Иэн — британский актёр театра и кино
- Миллер, Бен — британский комедийный актёр и режиссёр
- Харрис, Джоанн — британская писательница
- Холл, Ребекка — британская актриса
- Шерлок, Томас — английский религиозный деятель, богослов, епископ лондонский
- Ширли, Джеймс —  английский драматург
- Янг, Теренс — английский кинорежиссёр и сценарист